# Кшенек, Эрнст
Эрнст Кше́нек (нем. Ernst Krenek; 23 августа 1900, Вена — 22 декабря 1991, Палм-Спрингс, Калифорния) — австрийский и американский композитор, музыковед, музыкальный критик, педагог.

## О транскрипции фамилии
Фамилия имеет чешское происхождение и первоначально писалось Křenek. После эмиграции композитора в США гачек над «r» был отброшен. На русском языке энциклопедической нормой считается транскрипция имени по чешскому чтению — Кшенек; встречается также транскрипция по американскому чтению — Кре́нек.

## Биография
Учился музыке в Вене и Берлине у Франца Шрекера, познакомился с Ферруччо Бузони, Артуром Шнабелем. В 1923 году сблизился с Рильке, в 1924 — с Теодором Адорно. В 1924 женился на Анне Малер, дочери Густава Малера, через три года они разошлись. Второй женой стала актриса Берта Херман. Творческое и дружеское общение связывает его с Карлом Краусом, пишет цикл песен на его стихи. После 1933 сочинения Кшенека были запрещены в нацистской Германии и подвергались критике в Австрии. В 1938 композитор уехал в США, в 1945 получил американское гражданство. Преподавал в женском колледже Вассара (1939—1942), затем в университете Хэмлина в Сент-Поле (Миннесота, 1942—1947), возглавлял в нём музыкальное отделение, был деканом Школы изящных искусств. С 1947 жил в Калифорнии. Его знания музыковеда и мастерство педагога высоко ценил Гленн Гульд. Последней женой была композитор Глэдис Нордстрем, разница в возрасте с которой была около 20 лет.

## Творчество
Начинал с сочинений в позднеромантическом стиле, с 1921 увлёкся атональной музыкой, позднее, под влиянием Стравинского и композиторов «Шестёрки», перешёл к неоклассицизму. Затем то возвращался к неоромантической манере, то работал в неоклассическом стиле, соединяя его с додекафонией (опера «Карл V», 1931—1933). Интересовался джазом (опера «Джонни наигрывает», 1925, премьера в 1927 в Праге), писал электронную музыку. Автор ряда теоретических сочинений, книг по истории музыки, выпустил «Автобиографию» (1948).

## Признание
В 1966 в Гамбурге получил премию Баха. В 1986 в Вене учреждена премия Эрнста Кшенека за композиторское мастерство. Общества Кшенека созданы в Палм-Спрингс (1994) и Вене (1997), Институты Кшенека — в Вене (действовал в 1997—2004) и Кремсе (2004).

## Кшенек в России
Оперы Кшенека «Прыжок через тень» (1923) и «Джонни наигрывает» ставились в 1927—1929 в СССР, активно анализировались музыкальной критикой. Его сочинения (Фортепианный концерт, Сонату № 2, Токкату и чакону) в 1926 и позднее исполняла М. В. Юдина.

## Сочинения (выборка)

### Оперы
- Прыжок через тень (Der Sprung über den Schatten, op. 17, 1923)
- Орфей и Эвридика (Orpheus und Eurydike, op. 21, 1923, либретто О. Кокошки)
- Джонни наигрывает (Jonny spielt auf, op. 45, 1925)
- Диктатор (Der Diktator, op. 49, 1926)
- Таинственное королевство (Das geheime Königreich, op. 50, 1926—1927)
- Тяжеловес, или Честь нации (Schwergewicht, oder Die Ehre der Nation, op. 55, 1927)
- Жизнь Ореста (Leben des Orest, op. 60, 1928—1929)
- Кераус[8] вокруг св. Стефана (Kehraus um St. Stephan, op. 66, 1930; премьера в Вене, 1990)
- Кефал и Прокрида (Cefalo e Procri, op.77, 1934)
- Карл V (Karl V, op. 73, 1931—1933)
- Тарквиний (Tarquin, op. 90, 1940)
- Какова цена доверия? (What price confidence? op.111, 1945)
- Тёмные воды (Dark Waters, op. 125, 1950)
- Афина Паллада плачет (Pallas Athene weint, op. 144, 1952—1953), переделана в 1955
- Колокольня (The Belltower, op. 153, 1955—1956)
- Золотое руно (Der goldene Bock, op. 186, 1962—1963)
- Волшебное зеркало (Der Zauberspiegel, op.192, 1963—1966)
- Сардакаи, или это идёт отсюда (Sardokai, oder Das kommt davon, op. 206, 1967—1969)

### Балеты
- Мамона (Mammon op. 37, 1925)
- Изменчивый Купидон (Der vertauschte Cupido, op. 38, 1925)
- Колонка из восьми строк (Eight Column Line op. 85, 1939)

Постановки на музыку композитора
«Климат» / Les climats, хореограф Татьяна Гзовская, Городской балет, Франкфурт (1963)

### Для голоса
- Времена года (Die Jahreszeiten, op. 35, 1925, для смешанного хора на стихи Гёльдерлина)
- Книга путешествия по австрийским Альпам (Reisebuch aus den österreichischen Alpen, op. 62, 1929)
- Плач пророка Иеремии (Lamentatio Jeremiae prophetae, op. 93, 1941—1942)
- Расписание в Санта-Фе (Santa Fe Timetable, op. 102, 1945)
- Сестина (Sestina, op.161, для сопрано и 8 инструментов 1957)
- Missa duodecim tonorum, op. 165, для смешанного хора и органа (1957—1958)
- Римляне,  для смешанного хора на стихи Клаудиуса

### Для оркестра

#### Симфонии
- Симфония № 1, op. 7 (1921)
- Симфония № 2, op. 12 (1922)
- Симфония № 3, op. 16 (1922)
- Симфония для духовых и ударных, op. 34 (1924—1925)
- Симфония № 4, op. 113 (1947)
- Симфония № 5, op. 119 (1949)
- Симфония «Афина Паллада» (Pallas Athene, op. 137, 1954)

#### Концерты
- Концерт для фортепиано с оркестром № 1 фа-диез мажор, op. 18 (1923)
- Концерт для скрипки с оркестром № 1, op. 29 (1924)
- Концерт для фортепиано с оркестром № 2, op. 81 (1937)
- Маленький концерт для фортепиано и органа (или фортепиано) с оркестром, op. 88 (1939—1940)
- Концерт для фортепиано с оркестром № 3, op. 107 (1946)
- Концерт для фортепиано с оркестром № 4, op. 123 (1950)
- Двойной концерт для скрипки и фортепиано с оркестром, op. 124 (1950)
- Концерт для арфы с камерным оркестром, op. 126 (1951)
- Концерт для двух фортепиано с оркестром, op. 127 (1951)
- Концерт для виолончели с оркестром № 1, op. 133 (1952—1953)
- Концерт для скрипки с оркестром № 2, op. 140 (1953—1954)
- Каприччио для виолончели с оркестром, op. 145 (1955)
- Концерт для органа и струнного оркестра, op.230 (1978—1979)
- Концерт для органа с оркестром, op. 235 (1982)
- Концерт для виолончели с оркестром № 2, op. 236 (1982)

### Камерная музыка

#### Струнные квартеты
- Серенада для кларнета, скрипки, альта и виолончели, op. 4 (1919)
- Струнный квартет № 1, op. 6 (1921)
- Струнный квартет № 2, op. 8 (1921)
- Струнный квартет № 3, op. 20 (1923)
- Струнный квартет № 4, op. 24 (1923—1924)
- Струнный квартет № 5, op. 65 (1930)
- Струнный квартет № 6, op. 78 (1936)
- Струнный квартет № 7, op. 96 (1943—1944)
- Струнный квартет № 8, op. 233 (1980—1981)

#### Струнные трио
- Струнное трио, op. 118 (1948—1949)
- Parvula Corona Musicalis, op. 122 (1950)
- Струнное трио в двенадцати частях, op. 237 (1985)

#### Соло
- Сюита для виолончели, op. 84 (1939)
- Сюита для гитары, op. 164 (1957)

#### Сонаты
Для фортепиано
- № 1, op. 2 ми бемоль мажор (1919)
- № 2, op. 59 (1928)
- № 3, op. 92, № 4 (1942—1943)
- № 4, op. 114 (1948)
- № 5, op. 121 (1950)
- № 6, op. 128 (1951)
- № 7, op. 240 (1988)

Для скрипки и фортепиано
- Фа-диез минор, op. 3 (1919—1920)
- Op. 99 (1944—1945)

Для скрипки
- № 1, op. 33 (1924)
- № 2, op. 115 (1948)

### Электронная музыка
- Священный дух понимания (Spiritus Intelligentiae, Sanctus, op. 152, 1955—1956)
- Последовательность Сан-Фернандо (San Fernando Sequence, op. 185, 1963)
- Квинтона (Quintona, op. 190, 1963)
- Лента и дубликат (Doppelt beflügeltes Band, op. 207, 1969—1970)
- Дуо (Duo, op. 209, 1970)
- Орга-Настро (Orga-Nastro, op. 212, 1971)

## Литературные сочинения
- Über neue Musik: sechs Vorlesungen zur Einführung in die theoretischen Grundlagen. Wien, 1937; англ. перевод: Music here and now. New York: W.W. Norton & company, 1939 (переизд. 1967)
- Studies in counterpoint based on the twelve-tone technique. New York: G. Schirmer, 1940
- Tonal counterpoint in the style of the eighteenth century. [n.p.]: Boosey and Hawkes, 1958
- Zur Sprache gebracht. Essays über Musik. München: A. Langen, G. Müller, 1958 (на англ. яз.: Exploring Music. New York: October House, 1966)
- Modal counterpoint in the style of the sixteenth century. Lynbrock: Boosey and Hawkes, 1959